# Oulmes

Oulmes este o comună în departamentul Vendée, Franța. În 2009 avea o populație de 746 de locuitori.